# 比克利希斯格拉本河
49°52′40″N 9°44′03″E / 49.877743°N 9.734211°E
比克利希斯格拉本河（德語：Birklichsgraben）是德國巴伐利亚州的河流，位於該國東南部，河道全長1公里，流域面積3平方公里，流經美因-施佩萨特县。